# Gabriela Vergara
Gabriela Vergara  (Caracas, 29 de mayo de 1974) es una actriz y modelo venezolana.

## Trayectoria
Antes de darse a conocer mediante su participación en el concurso de Miss Venezuela 1996, en la que representó al estado Barinas donde quedó en el cuadro de finalistas, fue presentadora de un programa de lotería en la televisión venezolana. Luego participa en el concurso internacional "Reina Sudamericana 1996", hoy denominado Reina Hispanoamericana; obteniendo el título de virreina, donde resultó ganadora la representante de Bolivia Helga Bauer Salas. Pocos meses después, los organizadores del certamen Reina Sudamericana, destituyeron del título a la boliviana Helga Bauer Salas, tomando así la decisión de darle la corona a Vergara. Es hija de la exalcaldesa del Municipio El Hatillo, Flora Aranguren, que gobernó el municipio entre los periodos 1996-2000.
Sus inicios como modelo fue con la Agencia de Modelos Mariela Centeno junto a Tibisay Rivas.
Inició su carrera como actriz en la telenovela Destino de mujer del año 1997. En 2004 fue contratada en Colombia para antagonizar La mujer en el espejo donde personificó a "Bárbara Montesinos de Mutti", luego hace una participación especial, en la novela colombiana La tormenta.
En el 2005 se vincula la producción de Televisa y Fonovideo El amor no tiene precio, donde sustituye el rol antagónico que ejercía Eugenia Cauduro, dando vida a la intrigante y manipuladora Ivanna Santalucia.
Participó en la telenovela mexicana Secretos del alma. Debiendo abandonar su participación por su avanzado embarazo. 
En 2009 protagonizó la película Recién cazado junto a Jaime Camil. También actuó en la telenovela Mujer comprada, realizada por TV Azteca en colaboración con Telefe Internacional y en el año 2010 protagonizó Prófugas del destino con Andrea Martí, Mayra Rojas y José Ángel Llamas.
En 2014 participó en el Reality Show La Isla, el reality, siendo la sexta eliminada.
En 2016 regresa a Televisa antagonizando la telenovela Las Amazonas al lado de Victoria Ruffo, César Évora, Danna García, Andrés Palacios y Natalia Guerrero.
En 2018 trabajar con Telemundo para personificar como la antagonista de la telenovela Al otro lado del muro donde compartió créditos con Marjorie de Sousa, Litzy y Gabriel Porras.

## Vida personal
El viernes 10 de abril de 2009, dio a luz a las gemelas Alessandra y Emiliana en el hospital Miramar Memorial de Miami, fruto de su relación con un empresario de 28 años.  La noticia de su embarazo se dio a conocer originalmente en el programa de televisión Escándalo TV, donde Gabriela comentó que se encontraba en excelentes condiciones. En un programa llamado Historias engarzadas del conglomerado mexicano TV Azteca, declaró que el papá de sus gemelas es un agente de bienes raíces llamado Pedro Izaguirre con el que mantiene una relación.

## Filmografía

### Telenovelas y series
| Año       | Título                               | Personaje                                      |
| --------- | ------------------------------------ | ---------------------------------------------- |
| 2024      | La mujer de mi vida                  | Ella misma                                     |
| 2023      | Juego de mentiras                    | Eva Rojas                                      |
| 2022      | Armas de mujer                       | Doctora                                        |
| 2022      | Amores que engañan                   | Dra. Magdalena Díaz                            |
| 2020      | Decisiones: Unos ganan otros pierden | Soraya, Ep: Dominium                           |
| 2018      | Al otro lado del muro                | Paula Duarte                                   |
| 2017      | El Comandante                        | Marisabel Rodríguez                            |
| 2016      | Las amazonas                         | Déborah Piñeiro de Santos / Eugenia Villarroel |
| 2013      | Arranque de pasión                   | Marité Arnal                                   |
| 2012      | Quererte así                         | Marisela Santos / Isadora Morales              |
| 2011-2012 | Cielo rojo                           | Aleida Ramos                                   |
| 2010-2011 | Prófugas del destino                 | Dolores "Lola" Rodríguez / Sor Juana           |
| 2009-2010 | Mujer comprada                       | Laura Herrera                                  |
| 2008-2009 | Secretos del alma                    | Denisse Junot                                  |
| 2008      | Amas de casa desesperadas            | Roxana Guzmán                                  |
| 2006      | Seguro y Urgente                     | Usmail Irureta                                 |
| 2006      | Decisiones                           | Erika Pardo, Vivian y Estefanía                |
| 2005-2006 | La tormenta                          | Ariana Santino                                 |
| 2005      | El amor no tiene precio              | Ivanna Santa Lucía / Alma Santa Lucía Almonte  |
| 2004-2005 | La mujer en el espejo                | Bárbara Montesinos de Mutti                    |
| 2004      | Belinda                              | Cristina González Del Real                     |
| 2003-2004 | La hija del jardinero                | Jennifer de la Vega                            |
| 2002-2003 | Trapos íntimos                       | Lucía Lobo Santacruz                           |
| 2002      | Mambo y canela                       | Gaby                                           |
| 2002      | Lejana como el viento                | Eugenia Rangel                                 |
| 2001      | Felina                               | Daniela                                        |
| 1999-2000 | Toda mujer                           | Manuela Mendoza Castillo                       |
| 1998-1999 | El país de las mujeres               | Almendra Sánchez                               |
| 1997      | Destino de mujer                     | Vanessa Medina                                 |

### Películas
| Año  | Título                  | Personaje   | Director           |
| ---- | ----------------------- | ----------- | ------------------ |
| 2024 | Relatos del exilio      | La Nena     |                    |
| 2024 | Holy cash               | Angeles     |                    |
| 2022 | Hotel providencia       | La Pantera  | Caupolicán Ovalles |
| 2020 | La llamada              | Sophia      |                    |
| 2018 | ¡He matado a mi marido! | Puri Valero | Francisco Lupini   |
| 2018 | Locos y peligrosos      | Shía Vélez  |                    |
| 2009 | Recién cazado           | Alexa       |                    |
| 2007 | Puras joyitas           | La chica    |                    |
| 2007 | 13 segundos             | Claudia     |                    |

### Programas De TV
| Año       | Título                 | Rol                      | Cadena     |
| --------- | ---------------------- | ------------------------ | ---------- |
| 1996      | Miss Venezuela 1996    | Candidata                | Venevision |
| 2001-2005 | La Guerra de los Sexos | Participante recurrente  | Venevision |
| 2014      | La Isla, el reality    | Participante (12° lugar) | TV Azteca  |
| 2015      | Top Chef Estrellas     | Participante (3° lugar)  | Telemundo  |
| 2021-2022 | Chic al día            | Presentadora             | EVTV       |